# Avirex Gabon
Avirex Gabon – gabońska linia lotnicza z siedzibą w Libreville.

## Flota[1]
- 1 Fokker F28
- 1 DC9
- 1 Boeing 737
- 1 HS 125